# Janning Trumann

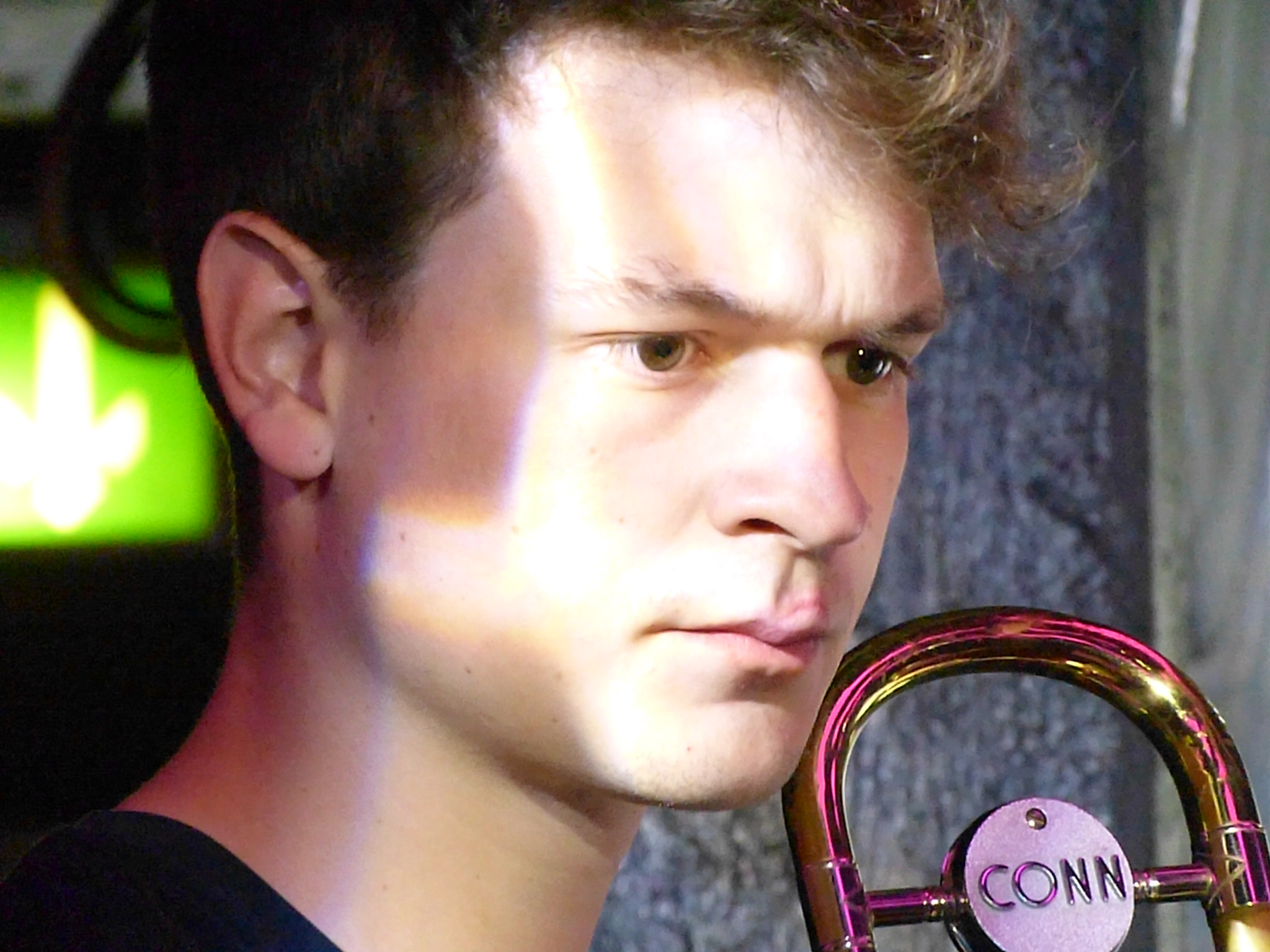
Janning Trumann
(2016 im ARTheater Köln)

Janning Trumann (* 31. Oktober 1990 in Uelzen) ist ein deutscher Jazzmusiker (Posaune, Komposition, Orchesterleitung). „Mit schlankem Ton, klugem Konstruktionssinn und reifem Timing zählt er zu den besonders bemerkenswerten neuen Stimmen der gegenwärtigen Improvisationsmusik.“

## Leben und Wirken
Trumann erhielt im Alter von fünf Jahren Geigenunterricht. Mit zehn Jahren begann er mit dem Posaunenspiel. Seit 2005 war er Mitglied im Landesjugendjazzorchester Niedersachsen Wind Machine. Er war Solistenpreisträger 2006 bei Jugend jazzt in Niedersachsen und spielte seit 2007 im Landesjugendjazzorchester Hamburg Jazzessence. Im selben Jahr wurde er Jungstudent im Fach Jazz bei Nils Landgren und Wolf Kerschek an der Hochschule für Musik und Theater Hamburg, um seit 2010 an der Hochschule für Musik und Tanz Köln Jazzposaune zu studieren. Sein Konzertexamen 2014 gestaltete er als Festival.
Trumann ist Mitglied in diversen Jazzformationen wie zum Beispiel dem Cologne Contemporary Jazz Orchestra und leitet mit drei Kollegen eine weitere Bigband, das „Subway Jazz Orchestra“. 2014 gehörte er während des Festivals Jazz Baltica zum „Jazz Baltica Ensemble“. Zusammengearbeitet hat er mit der WDR Big Band Köln, Peter Herbolzheimer, Dave Douglas, Donny McCaslin, Niels Klein, Vince Mendoza oder Peter Erskine. Mit seinem Doppeltrio Makkro (mit Christian Lorenzen, Reza Askari, Oliver Lutz, Fabian Arends und Thomas Sauerborn) veröffentlichte er 2013 sein Debütalbum „Räume“, dem das Album „why“ folgte (Klaeng Records 2016). 2014 legte er mit seinem Quartett Truman Doktrin das Album „Impuls“ vor. Im Duo mit dem Bassisten Florian Herzog widmet sich Janning Trumann freier Improvisation (Album „Hermann“ bei JazzHausMusik). Mit seinem 2015 gegründeten Quartett Janning Trumann 4, zu dem Lucas Leidinger, Florian Herzog und Thomas Sauerborn gehören,  veröffentlichte er 2022 das vielbeachtete Album Roots & Riots. Mit Fabian Willmann, Florian Herzog und Eva Klesse bildete er das Quartett Trillmann, das bei einem Studienaufenthalt in New York entstand und mit dem er 2017 das gemeinsame Album Foen (Tangible Music) vorlegte; 2019 folgte die EP Live. Mit den New Yorker Musikern Dierk Peters, Drew Gress und Jochen Rückert entstand das Album Be Here, Gone and Nowhere (2018); für die nachfolgende CD Emotional Reality (2020) wurde dieses Quartett um Simon Nabatov erweitert. Mit seinem Oktett vertonte er Ernst Barlachs Gedicht Wem Zeit wie Ewigkeit.
Trumann ist außerdem Vorstandsmitglied der Deutschen Jazzunion und Sprecher der Bundeskonferenz Jazz sowie seit 2021 Mitglied im Kulturausschuss der Stadt Köln.
Trumann lehrte ab dem Sommersemester 2021 als Hauptfachlehrer an der Abteilung für Jazz & Populäre Musik der Johannes Gutenberg-Universität Mainz; seit dem Wintersemester 2024/25 wirkt er als Professor für Jazzposaune an der Hochschule für Musik und Darstellende Kunst Mannheim.

## Preise und Auszeichnungen
Trumann gewann 2016 den J. J. Johnson Award der International Trombone Association. Im selben Jahr erhielt er den Förderpreis des Landes Nordrhein-Westfalen in der Kategorie Musik. 2024 erhielt er den Deutschen Jazzpreis in der Kategorie „Blechblasinstrumente.“

## Diskographische Hinweise
- Janning Trumann: Roots & Riots (Tangible Music 2022)
- Janning Trumann 4 feat. Brandon Seabrook: Echo (Tangible Music 2024)[9]